# The Manhattan Transfer
«Манхэ́ттен тра́нсфер» (англ. «The Manhattan Transfer») — американский вокальный джазовый квартет, известный двумя различными составами — 1969 года и 1972 года (существует по настоящее время). Исполняют джаз (свинг, бибоп, новоорлеанский или традиционный джаз и др.), блюз (соул и др.), работают в других направлениях музыки от духовной (госпел) до популярной. Название коллектива заимствовано из одноимённого романа 1925 года американского писателя Джона Дос Пассоса и как бы подчёркивает, что группа основана в Нью-Йорке.

## Пролог (первый состав)
В 1969 году по контракту с «Capitol Records» пять джазовых вокалистов, объединившись под названием «The Manhattan Transfer», записали альбом «Jukin», состоящий из 10 композиций. В коллектив входили: Джин Пистилли (англ. Gene Pistilli), Тим Хаузер (Tim Hauser), Эрин Диккинс (англ. Erin Dickins), Марти Нельсон (англ. Marty Nelson), Пэт Розалиа (англ. Pat Rosalia). Как позже скажет Тим Хаузер: «Джин и я существовали в разных измерениях. Он весь был в кантри и ритм-н-блюзе, тогда как я больше интересовался джазом и свингом…» Альбом был выпущен в 1971 году, когда эти исполнители уже занимались различными сольными проектами.

## История

### Создание «The Manhattan Transfer» (1975)
Тим Хаузер не оставил попыток создать вокальный коллектив. Молодой музыкант, испытывая финансовые затруднения. подрабатывал в такси. Однажды в качестве пассажира в его машину села официантка, мечтающая о карьере джазовой вокалистки и уже добившаяся определённого признания в некоторых джаз-клубах. Девушку звали Лорел Массэ́ (англ. Laurel Massé). Спустя ещё пару недель на одной вечеринке он знакомится с Дженис Сигел (англ.  Janis Siegel). Втроём они решают образовать группу «The Manhattan Transfer». Но коллективу явно не хватает ещё одного мужского голоса. Четвёртое место в квартете занимает двадцатидвухлетний Алан Пол (англ. Alan Paul), к тому времени уже начавший делать первые шаги в карьере артиста Бродвея.
Датой создания коллектива официально считается 1 октября 1972 года. Первое время выступления проходили на танцполе клуба-ресторана «Max’s Kansas City». «The Manhattan Transfer» очень быстро завоёвывает уважение поклонников. Однажды после своего выступления участники квартета знакомятся c Ахметом Эртегюном, основателем и руководителем «Atlantic Records». Результатом встречи стало подписание контракта на запись альбома коллектива. Его готовили очень тщательно в течение трёх лет. Альбом под названием «The Manhattan Transfer» вышел 2 апреля 1975 года и содержал 12 композиций, включая такие известные джазовые стандарты, как «Candy», «Gloria», а также композицию в стиле госпел — «Operator», которая в Billboard Hot 100 поднялась до 22 позиции.
Начиная со второго альбома «Coming Out» (1976), группа завоёвывает международное признание. Композиция «Chanson D’Amour» несколько недель возглавляет британские и французские чарты. В записи одной из композиций принимал участие известный тенор-саксофонист Майкл Брекер. В 1978 году выходят два альбома коллектива: «Pastiche», который записывался на протяжении всего предыдущего года, и «The Manhattan Transfer Live», который был записан за три вечера во время гастрольного тура по Великобритания. Эти два альбома представлены другим лейблом — «Rhino Entertainment», дочерней компанией «Warner Music Group».

### Смена вокалистки. «Extensions» (1979)
Вскоре после записи «The Manhattan Transfer Live» Лорел Массе попадает в автомобильную аварию и, хотя благодаря старанию врачей её жизни ничего не угрожает, надолго выпадает из графика коллектива, а потом навсегда покидает его. Её место занимает Шерил Бентайн (англ. Cheryl Bentyne), работавшая до этого официанткой в одном из заведений Лос-Анджелеса и попавшая в коллектив в результате более чем успешного кастинга. Уже при её участии и снова на «Atlantic Records» записывается альбом «Extensions» (1979). Входившая в него композиция «Twilight Zone/Twilight Tone» в модном тогда стиле диско, но с совершенным джазовым вокалом, занимала самые высокие места и в джазовых, и в диско-чартах «Billboard». Она была навеяна автору телесериалом «Сумеречная зона». Композиция «Земля птиц» (англ. Birdland), написанная Джо Завинулом и до этого исполнявшаяся джаз-фьюжн группой «Weather Report», стала визитной карточкой «The Manhattan Transfer» и до настоящего времени исполняется ими практически на каждом концерте. Именно она принесла «The Manhattan Transfer» первую награду — премию Грэмми в категориях «Лучшее исполнение джаз-фьюжн» и «Лучшая аранжировка в сопровождении вокалистов».

### Смешение стилей. От «Mecca for Moderns» (1981) до «Brasil» (1987).
Следующий альбом — «Mecca for Moderns» (1981) принёс музыкантам новые награды. Композиция «Boy from New York City» поднималась до 7 позиции в чарте Billboard Hot 100 и получила премию Грэмми в категории «Лучшее вокальное исполнение популярной музыки дуэтом или группой», а «Until I Met You (Corner Pocket)» — в категории «Лучшее исполнение джаза дуэтом или группой». Таким образом, «The Manhattan Transfer» стал первым коллективом в истории Грэмми, который в один год получил призы в разных жанровых категориях.
В альбоме «Bodies and Souls» (1983) коллектив с успехом пробует себя в новых музыкальных направлениях. Композиция «Spice Of Life», в записи которой принимал участие Стиви Уандер, вошла во многие чарты стиля ритм-н-блюз, куда до этого «The Manhattan Transfer» не попадали. В следующем альбоме «Vocalese» (1985) музыканты возвращаются к традиционному направлению джаза. Диск был номинирован в 12 категориях Грэмми, что является вторым (после «Thriller» Майкла Джексона) рекордом для одного альбома. Награды были вручены за «Лучшее исполнение джаза дуэтом или группой» и за «Лучшую аранжировку для вокала», которую Бобби Макферрин получил за создание для «The Manhattan Transfer» версии «Another Night In Tunisia».
Альбом «Brasil» (1987) представляет новый взгляд на латиноамериканскую музыку. Во время студийных записей «The Manhattan Transfer» много импровизировали с авторами и музыкантами этого направления: Иваном Линсом, Милтоном Насименту, Джаваном и Жилберту Жилом. Также в записи альбома принимал участие один из ведущих джазовых саксофонистов Стэн Гетц. После проведённых сессий наиболее удачные музыкальные фрагменты записывались, а позже на них накладывался английский вокал.

### Развитие успеха. От «The Offbeat of Avenues» (1991) до «The Spirit of St. Louis» (2000)
Альбом «The Offbeat of Avenues» (1991), один из двух записанных на «Columbia Records», принёс очередную, десятую премию Грэмми как «Лучший альбом современного джаза». Вторым альбомом стал «The Christmas Album» (1992), состоящий из традиционных рождественских песен, перепетых коллективом с неизменным вкусом.
Следующие альбомы записаны «The Manhattan Transfer» вновь с «Atlantic company»: «Tonin'» (1995), состоящий из 12 композиций, стилизованных под вокальное исполнение 1950-60-х; «The Manhattan Transfer Meets Tubby the Tuba» (1995) — детская музыкальная сказка; «Swing» (1997) — коллекция стилизаций в стиле свинг 1930-40-х; «The Spirit of St. Louis» (2000) — посвящение музыкальному наследию Луи Армстронга.
В 1995 году музыканты впервые приезжают на гастроли в Москву.
В 1998 году «The Manhattan Transfer» введены в Зал славы вокальных групп.

### Настоящее время
«The Manhattan Transfer» продолжает записывать альбомы: «Couldn’t Be Hotter» (2003), «Vibrate» (2004), «An Acapella Christmas» (2005), «The Symphony Sessions» (2006) ажиотажной популярностью у слушателей не пользовались, но по-прежнему содержали только качественно подготовленный и исполненный материал.
В сентябре 2009 у группы вышел новый альбом «The Chick Corea Songbook», который включает 12 композиций, созданных совместно с такими джазовыми музыкантами, как Чик Кориа, Скотт Кинси, Стив Хаас, Алекс Акуна и Кристиан Макбрайд.
16 октября 2014 года Тим Хаузер скончался от остановки сердца. Его место в квартете занял Трист Курлесс.

## Состав «The Manhattan Transfer»
- Тим Хаузер (англ. Tim Hauser; 12 декабря 1941, Нью-Йорк — 16 октября 2014, Пенсильвания) — основатель и вокалист «The Manhattan Transfer», член первого состава отборочного комитета Зала славы рок-н-ролла (1986—1988), Почётный доктор музыки (1993).
- Дженис Сигел (англ.  Janis Siegel; 23 июля 1952, Нью-Йорк) — вокалист «The Manhattan Transfer», записала 8 сольных альбомов, одновременно участвует в проекте Бобби Макферрина — «Bobby McFerrin’s Voicestra».
- Алан Пол (англ. Alan Paul; 23 ноября 1949, Нью-Джерси) — вокалист «The Manhattan Transfer», композитор, несколько песен его сочинения исполняются группой, в 2003 году записал один сольный диск.
- Шерил Бентайн (англ. Cheryl Bentyne; 17 января 1954, Вашингтон) — вокалист «The Manhattan Transfer», совместно с именитыми джазовыми музыкантами неоднократно принимала участие в записи разнообразных музыкальных проектов.
- Трист Курлесс (англ. Trist Curless) — вокалист «The Manhattan Transfer» с декабря 2014 года после смерти Тима Хаузера.

Аккомпанирующий состав (на начало 2010 года):
- Йарон Гершовский (англ. Yaron Gershovsky) — музыкальный руководитель, клавишные инструменты;
- Стив Хаас (англ. Steve Hass) — ударные инструменты;
- Адам Холи (англ. Adam Hawley) — гитара;
- Гари Уикс (англ. Gary Wicks) — бас-гитара.

## Дискография
- 1971 год — «Jukin»
- 1975 год — «The Manhattan Transfer»
- 1976 год — «Coming Out»
- 1978 год — «Pastiche»

 — «The Manhattan Transfer Live»
- 1979 год — «Extensions»
- 1981 год — «Mecca for Moderns»

 — «The Best of The Manhattan Transfer»
- 1983 год — «Bodies and Souls»
- 1985 год — «Bop Doo-Wopp»

 — «Vocalese»
- 1987 год — «Man-Tora! Live in Tokyo»

 — «Brasil»
- 1991 год — «The Offbeat of Avenues»
- 1992 год — «The Christmas Album»

 — «Anthology: Down in Birdland»
- 1994 год — «The Very Best of The Manhattan Transfer»
- 1995 год — «The Manhattan Transfer Meets Tubby the Tuba»

 — «Tonin»
- 1997 год — «Swing»

 — «Boy from New York City and Other Hits»
- 2000 год — «The Spirit of St. Louis»
- 2003 год — «Couldn’t Be Hotter»
- 2004 год — «Vibrate»
- 2005 год — «An Acapella Christmas»
- 2006 год — «The Symphony Sessions»

 — «The Definitive Pop Collection»
- 2009 год — «The Chick Corea Songbook»
- 2018 год — Junction